# Gunnar Ljusterdal
Gunnar Evert Ljusterdal, född 1 mars 1931 i Munkfors, död 3 juli 2018 i Särdal i Harplinge distrikt, Hallands län, var en svensk journalist och riksdagsstenograf.
Gunnar Ljusterdal var son till läroverksadjunkten Evert Ljusterdal och Greta, ogift Palmqvist. 
Efter studier vid Uppsala universitet verkade Ljusterdal som journalist i bland annat Dagens Nyheter och Upsala Nya Tidning. 1952–1989 var han riksdagsstenograf. I denna syssla hämtade han inspiration till det engagemang han 1971 inledde som skribent i den satiriska humortidningen Grönköpings Veckoblad. 1977–1999 var han dess redaktör och ansvarige utgivare. Han skrev under signaturerna Notarien, W G Pinnemo och Herr Talman. 
Han utgav Riksdagens skrivregler (1975), I Grönköping med tiden (1984), Svång- & svängrum i Grönköping (1985), Sånger till min harpa (1986), Snabba klipp i Grönköping (1986), Goda grannar i Grönköping (1987), Rena rama Grönköping (1988), Grönköping buggar vidare (1989), Grönköping skattas högt (1990), Grönköping leder loppet (1991) och Grönköping ger järnet (1992). 
Han fick Stora Journalistpriset år 1982, för sitt arbete med Grönköpings Veckoblad i kategorin Fack-, special- och organisationstidningar. Juryns motiveringen löd: "För att han både som skribent och redaktör förvaltat och vidareutvecklat en svår journalistisk genre: humorn och den politiska satiren.Under valåret 1982 har detta speciellt manifesterats i speglingen av fonddebatten."
Gunnar Ljusterdal var från 1967 till sin död gift med textilkonstnären Britta Rendahl Ljusterdal, född 1927, dotter till läroverksadjunkten Paul Rendahl och Greta, ogift Ahlberg.